# خلص
خَلِصَ أو خلص التراجمة قرية سعودية، تقع في جنوب غرب المدينة المنورة، وتبعد عنها 130 كيلو متر. والخلص عند العرب نبت صحراوي له عرف وهو اليوم عند البادية «السحي». وجبال خلص صنفت عند المؤرخين من جبال تهامة.

## عنها
يقال أن الرسول محمد عبر مع تلك المسالك وعرج مع ركوبه والغائر بين ورقان وخلص في هجرته إلى المدينة وقيل انه صلى بها ودعا لها وكان دليله ابن الأرقط، وذكرها حسان بن ثابت في شعره. الشيخ محمد الحافظ أحد علماء المدينة وقضاتها والعارف بتاريخها وقبائلها (خلص جبل أحمر عظيم متصل بورقان جنوبا ويفصل بينهما ثنية الغائر وركوبه وسيل هذا الجبل يتجه مع وادي الملحة إلى وادي النقيع وهو من أكبر روافد وادي العقيق. وكان قديما لولد الحسين الذين دخلو في عوف). قال الحموي في معجم البلدان خلص هو موضع في جبال آره بين مكة والمدينة، واستشهد بقول ابن هرمة
كأنك لم تسر بجنوب خلص / ولم تربع على الطلل المحيل
وقال أيضا:
أم هل لياليك ذات البين عائدة / أيام يجمعنا خلص، فبلدود
وقال الشاعر أبي المزاحم الثمامي من كعب بن جذيمة بن خفاف السلمي:
فإن بخلص فالبريراء فالحشاء / فوكد إلى النبهين من وبعان
وخلص وصفه عرام بن الأصبغ السلمي بأنه واد فيه قرى وأجزاع نخل وإن أبي الحسن بن عبد الله بن محمد الخلصي من سكانه وهو من بني جعفر بن أبي طالب رضي الله عنهم. ومنهم محمد بن حمد بن حمود بن حامد بن محمد بن حمود بن كامل الخلصي من ذرية أبو الحسن عبيد الله الجعفري. ويوجد في خلص عدة آثار للهاشميين منذ القرن الثالث الهجري ومنها حجر وجد في مقبرة الخطام بخلص ونقش عليه: هذا قبر أم محمد بن عبد الله بن عيسى بن جعفر بن إبراهيم بن محمد بن علي بن عبد الله بن جعفر بن أبي طالب رحمهما الله وغفر لهما وألحقهما بسلفهما الصالح وجدهما محمد صلى الله عليه وسلم، وكتب فيها سورة الإخلاص وآية الكرسي، وهي من الشواهد الحية لهذه الأسرة والعترة المباركة، وهم الخلصي اليوم ضمن فروع التراجمة. وتمتاز بمناخها المعتدل صيفاً البارد شتاءً. وتعتبر خلص التراجمة وجهة مثاليه لعشاق النزهة البرية نظراً لما تتميز به من اشجار ضخمه وأرض مستوية لينه وجبال شاهقة الأرتفاع.